# Ernestine Lebrun
Ernestine Lebrun (1906 – ?) va ser una nedadora francesa que va competir a començaments del segle xx.
El 1920 va prendre part en els Jocs Olímpics d'Anvers, on va disputar els 100 i 300 metres lliures del programa de natació. Quedà eliminada en semifinals en ambdues proves.
Quatre anys més tard, als Jocs de París, va disputar els 100 i 400 metres lliures i la prova de relleus femenina del programa de natació. En les proves individuals quedà eliminada en sèries, mentre en el relleu finalitzà en cinquena posició final.
Durant la seva carrera esportiva guanyà nombrosos campionats nacionals de natació i va posseir diversos rècords francesos.